# 小鼠一家亲
《小鼠一家亲》（英語：Eckhart）是一部加拿大電視動畫，改編自大衛·威爾（David Weale）創作的兒童讀物《The True Meaning of Crumbfest》。動畫有3季共39集，於2000年至2002年在Teletoon上播出。

## 概述
原文標題“Eckhart”即主角的名字艾克哈特 。艾克哈特是一隻勇敢、充滿好奇心的小老鼠，他的家人對他愛護有加，但他更熱愛和朋友們一起出外探險。
故事背景以作者大衛·威爾的家鄉爱德华王子岛為範本。

## 外部連結
- 互联网电影数据库（IMDb）上《小鼠一家亲》的资料（英文）